# Kamran Shah Durrani
Kamran Shah Durrani (o Shahzada Kamran Durrani; 1789 – 1842) è stato un militare afghano.
Nacque nella tribù Sadozai ed era figlio di Mahmud Shah Durrani, nipote di Timur Shah Durrani e pronipote di Ahmad Shah Durrani, fondatore dell'Impero Durrani. Fu deposto e ucciso all'inizio del 1842 dal suo visir Yar Mohammad Khan Alakozai

## Regno
Dopo la morte di Timur Shah nel 1793, l'Afghanistan si disgregò. Nel 1809, finalmente, salì al trono Mahmud Shah, che ebbe come wazir Fateh Khan Barakzai. Nell'aprile del 1818 Fateh Khan conquistò Herat per conto di Mahmud Shah, ma, poiché si era ribellato, fu fatto brutalmente assassinare da Mahmud Shah e da suo figlio. Con l'assassinio di Fateh Khan ebbe inizio la caduta dell'Impero Durrani. Dopo un sanguinoso conflitto Mahmud Shah fu privato di tutti i suoi possedimenti tranne Herat: il resto dei suoi domini fu diviso tra i fratelli di Fateh Khan. Mahmud Shah morì nel 1829 e Herat fu quindi governata da Kamran Shah. All'inizio del 1842 fu deposto e ucciso a Kohsan per ordine del suo wazir Yar Mohammad Khan Alakozai. La maggior parte della sua famiglia emigrò a Quetta nell'India britannica.